# Metropolia di Ekaterinburg

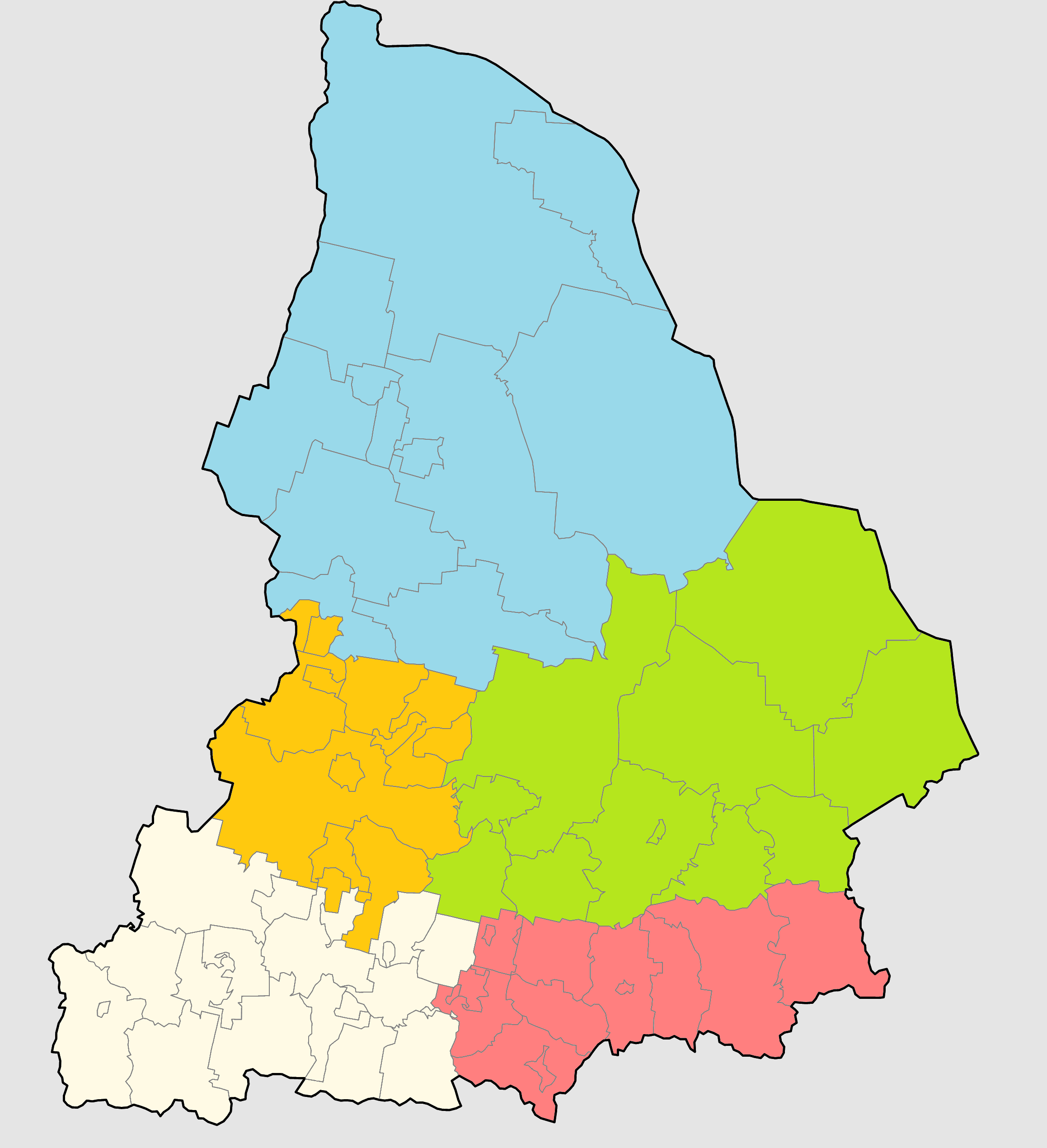
Mappa dell'oblast' di Sverdlovsk e delle cinque eparchie che costituiscono la metropolia di Ekaterinburg.

La metropolia di Ekaterinburg (in russo: Екатеринбургская митрополия) è una delle province ecclesiastiche che costituiscono la Chiesa ortodossa russa.
Istituita dal Santo Sinodo il 6 ottobre 2011, comprende l'intera oblast' di Sverdlovsk nel circondario federale degli Urali.
È costituita da cinque eparchie:
- Eparchia di Ekaterinburg
- Eparchia di Alapaevsk
- Eparchia di Kamensk-Ural'skij
- Eparchia di Nižnij Tagil
- Eparchia di Serov

Sede della metropolia è la città di Ekaterinburg, il cui vescovo ha il titolo di "Metropolita di Ekaterinburg e Verchotur'e".